# Hymenoptila
Hymenoptila is een geslacht van rechtvleugeligen uit de familie krekels (Gryllidae). De wetenschappelijke naam van dit geslacht is voor het eerst geldig gepubliceerd in 1943 door Lucien Chopard.

## Soorten
Het geslacht Hymenoptila omvat de volgende soorten:
- Hymenoptila lanzarotensis Kevan & Hsiung, 1992
- Hymenoptila panteli Bolívar, 1914
- Hymenoptila rotundipennis Chopard, 1939